# Lee Seung-hoon
Lee Seung-hoon (in hangŭl: 이승훈; Seul, 6 marzo 1988) è un ex pattinatore e allenatore di velocità su ghiaccio e short track sudcoreano.
È stato campione olimpico nei 10000 metri ai Giochi olimpici invernali di Vancouver 2010 e nella mass start a quelli di Pyeongchang 2018.

## Biografia
Ha iniziato la sua carriera nello short track, vincendo due titoli mondiali e quattro medaglie d'oro alle Universiadi. Nel settembre 2009, dopo aver fallito la qualificazione ai trials sudcoreani, è passato al pattinaggio di velocità su pista lunga. È stato il primo atleta asiatico a vincere la medaglia d'oro olimpica nei 10000 metri.
Al termine dell'attività agonistica è divenuto allenatore di short track. Tra gli altri ha allenato Kim Geon-hee.

## Palmarès

### Pattinaggio di velocità

#### Olimpiadi
- 6 medaglie:
  - 2 ori (10000 m a Vancouver 2010; mass start a Pyeongchang 2018);
  - 3 argenti (5000 m a Vancouver 2010; inseguimento a squadre a Soči 2014; inseguimento a squadre a Pyeongchang 2018).
  - 1 bronzo (mass start a Pechino 2022)

#### Mondiali su distanza singola
- 2 medaglie:
  - 2 argenti (5000 m a Inzell 2011; inseguimento a squadre a Soči 2013).

#### Giochi asiatici
- 3 medaglie:
  - 3 ori (5000 m, 10000 m, partenza in linea a Astana-Almaty 2011).

### Short track

#### Mondiali
- 4 medaglie:
  - 2 ori (3000 m, staffetta 5000 m a Gangneung 2008);
  - 1 argento (staffetta 5000 m a Pechino 2005);
  - 1 bronzo (1500 m a Pechino 2005).

#### Mondiali a squadre
- 2 medaglie:
  - 1 argento (Chuncheon 2005);
  - 1 bronzo (Harbin 2008).

#### Universiadi
- 8 medaglie:
  - 4 ori (staffetta 5000 m a Torino 2007; 1000 m, 1500 m, 3000 m a Harbin 2009);
  - 2 argenti (1000 m, 3000 m a Torino 2007);
  - 2 bronzi (1500 m a Torino 2007; staffetta 5000 m a Harbin 2009).